# Josef Winkler (duchovní)
Josef Winkler (1826 Vsetín – 22. října 1903 Arriach) byl rakouský evangelický duchovní a církevní hodnostář.

## Život
Narodil se ve Vsetíně. Studoval v Těšíně, Prešpurku a ve Vídni. Od roku 1849 působil jako vikář – nejprve ve Vsetíně a od roku 1850 v Holčovicích. V letech 1853–1859 půsbil jako farář v obci Feffernitz a od roku 1859 do své smrti v obci Arriach.
V letech 1895–1903 zastával úřad superintendenta Vídeňské superintendence augsburského vyznání.

## Ocenění
- rytíř Řádu Františka Josefa